# Hand in My Pocket
"Hand in My Pocket" là một bài hát của nghệ sĩ thu âm người Canada Alanis Morissette nằm trong album phòng thu thứ ba của cô, Jagged Little Pill (1995). Nó được phát hành như là đĩa đơn thứ hai trích từ album vào ngày 31 tháng 10 năm 1995 bởi Maverick Records. Đây là một bản alternative rock được viết lời bởi Morissette và Glen Ballard, người đồng thời cũng tham gia sản xuất nó.
Sau khi phát hành, "Hand in My Pocket" nhận được những phản ứng tích cực từ các nhà phê bình âm nhạc, trong đó họ đánh giá cao khả năng viết lời của Morissette và xem xét nó như là một điểm nhấn của album. Bài hát đạt vị trí số một ở Canada, trở thành đĩa đơn quán quân đầu tiên của cô tại đây. Ngoài ra, nó cũng đứng đầu bảng xếp hạng Mainstream Rock Tracks của Billboard và lọt vào top 10 ở New Zealand. Mặc dù chỉ được phát hành trên sóng phát thanh tại Hoa Kỳ, nó cũng gặt hái những thành công tương đối trên các bảng xếp hạng tại đây.
Video ca nhạc của bài hát được đạo diễn bởi Mark Kohr dưới định dạng đen trắng, trong đó Morissette tham gia vào một lễ hội ở Brooklyn, New York và lái một chiếc xe. Nó đã nhận được những đánh giá tích cực từ giới phê bình. Bài hát đã xuất hiện trong danh sách trình diễn của chuyến lưu diễn Jagged Little Pill World Tour (1995), và trên nhiều album khác như MTV Unplugged (1999), Feast on Scraps (2002), và The Collection, cũng như những album tổng hợp của giải Grammy năm 1997 và MTV Unplugged. Nó cũng được hát lại bởi nhiều nghệ sĩ khác, bao gồm dàn diễn viên Glee vào năm 2015.

## Danh sách bài hát
Đĩa CD tại Anh quốc / châu Âu #1
1. "Hand in My Pocket" - 3:37
2. "Head over Feet" (Acoustic trực tiếp) - 4:07
3. "Not the Doctor" (Acoustic trực tiếp) - 3:57

Đĩa CD tại Anh quốc / châu Âu #2
1. "Hand in My Pocket" - 3:37
2. "Right Through You" (Acoustic trực tiếp) - 3:03
3. "Forgiven" (Acoustic trực tiếp) - 4:23

Đĩa CD tại châu Âu (2005)
1. "Hand in My Pocket" - 4:30
2. "Hand in My Pocket" (radio chỉnh sửa) - 4:00

## Xếp hạng
| Bảng xếp hạng (1995–96)                   | Vị trí cao nhất |
| ----------------------------------------- | --------------- |
| Úc (ARIA)                                 | 13              |
| Canada (RPM)                              | 1               |
| Canada Alternative (RPM)                  | 4               |
| Pháp (SNEP)                               | 39              |
| Hà Lan (Single Top 100)                   | 86              |
| New Zealand (Recorded Music NZ)           | 7               |
| Scotland (OCC)                            | 23              |
| Thụy Điển (Sverigetopplistan)             | 45              |
| Anh Quốc (OCC)                            | 26              |
| Hoa Kỳ Adult Contemporary (Billboard)     | 30              |
| Hoa Kỳ Adult Pop Airplay (Billboard)      | 25              |
| Hoa Kỳ Mainstream Rock Tracks (Billboard) | 3               |
| Hoa Kỳ Modern Rock Tracks (Billboard)     | 1               |
| Hoa Kỳ Pop Airplay (Billboard)            | 4               |
| Hoa Kỳ Radio Songs (Billboard)            | 15              |

| Bảng xếp hạng (1995)            | Vị trí |
| ------------------------------- | ------ |
| Canada Top Singles (RPM)        | 11     |
| Bảng xếp hạng (1996)            | Vị trí |
| Australia (ARIA)                | 92     |
| Canada Top Singles (RPM)        | 44     |
| New Zealand (Recorded Music NZ) | 36     |

## Chứng nhận
| Quốc gia                                                                           | Chứng nhận | Số đơn vị/doanh số chứng nhận |
| ---------------------------------------------------------------------------------- | ---------- | ----------------------------- |
| New Zealand (RMNZ)                                                                 | Vàng       | 5,000*                        |
| * Chứng nhận dựa theo doanh số tiêu thụ. ^ Chứng nhận dựa theo doanh số nhập hàng. |            |                               |